# Rudolf Rauer
Rudolf Rauer, nemški rokometaš, * 15. januar 1950, Unna, Nemčija, † 15. julij 2014, Bönen.
Leta 1976 je na poletnih olimpijskih igrah v Montrealu v sestavi nemške rokometne reprezentance osvojil četrto mesto.